# 2019-es Formula–1 spanyol nagydíj
A spanyol nagydíj volt a 2019-es Formula–1 világbajnokság ötödik futama, amelyet 2019. május 10. és május 12. között rendeztek meg a spanyolországi Circuit de Catalunya versenypályán, Barcelonában.

## Választható keverékek
| Abroncs                  | Friss | Használt |
| ------------------------ | ----- | -------- |
| Kemény keverék (C1)      |       |          |
| Közepes keverék (C2)     |       |          |
| Lágy keverék (C3)        |       |          |
| Intermediate keverék (I) |       |          |
| Esős keverék (W)         |       |          |

## Szabadedzések

### Első szabadedzés
A spanyol nagydíj első szabadedzését május 10-én, pénteken délelőtt tartották, magyar idő szerint 11:00-tól.
| helyezés | versenyző          | csapat/motor          | elért idő | különbség | futott kör |
| -------- | ------------------ | --------------------- | --------- | --------- | ---------- |
| 1        | Valtteri Bottas    | Mercedes              | 1:17,951  | −         | 19         |
| 2        | Sebastian Vettel   | Ferrari               | 1:18,066  | +0,115    | 20         |
| 3        | Charles Leclerc    | Ferrari               | 1:18,172  | +0,221    | 20         |
| 4        | Lewis Hamilton     | Mercedes              | 1:18,575  | +0,624    | 22         |
| 5        | Romain Grosjean    | Haas-Ferrari          | 1:18,943  | +0,992    | 25         |
| 6        | Carlos Sainz Jr.   | McLaren-Renault       | 1:19,155  | +1,204    | 31         |
| 7        | Kevin Magnussen    | Haas-Ferrari          | 1:19,180  | +1,229    | 27         |
| 8        | Pierre Gasly       | Red Bull-Honda        | 1:19,285  | +1,334    | 30         |
| 9        | Danyiil Kvjat      | Toro Rosso-Honda      | 1:19,364  | +1,413    | 34         |
| 10       | Nico Hülkenberg    | Renault               | 1:19,450  | +1,499    | 25         |
| 11       | Daniel Ricciardo   | Renault               | 1:19,511  | +1,560    | 24         |
| 12       | Max Verstappen     | Red Bull-Honda        | 1:19,844  | +1,893    | 14         |
| 13       | Lance Stroll       | Racing Point-Mercedes | 1:19,855  | +1,904    | 28         |
| 14       | Antonio Giovinazzi | Alfa Romeo-Ferrari    | 1:20,021  | +2,070    | 28         |
| 15       | Alexander Albon    | Toro Rosso-Honda      | 1:20,030  | +2,079    | 25         |
| 16       | Lando Norris       | McLaren-Renault       | 1:20,066  | +2,115    | 33         |
| 17       | Sergio Pérez       | Racing Point-Mercedes | 1:20,459  | +2,508    | 26         |
| 18       | Kimi Räikkönen     | Alfa Romeo-Ferrari    | 1:20,591  | +2,640    | 22         |
| 19       | Robert Kubica      | Williams-Mercedes     | 1:20,889  | +2,938    | 27         |
| 20       | George Russell     | Williams-Mercedes     | 1:20,990  | +3,039    | 23         |

### Második szabadedzés
A spanyol nagydíj második szabadedzését május 10-én, pénteken délután tartották, magyar idő szerint 15:00-tól.
| helyezés | versenyző          | csapat/motor          | elért idő | különbség | futott kör |
| -------- | ------------------ | --------------------- | --------- | --------- | ---------- |
| 1        | Valtteri Bottas    | Mercedes              | 1:17,284  | -         | 35         |
| 2        | Lewis Hamilton     | Mercedes              | 1:17,333  | +0,049    | 35         |
| 3        | Charles Leclerc    | Ferrari               | 1:17,585  | +0,301    | 42         |
| 4        | Sebastian Vettel   | Ferrari               | 1:17,673  | +0,389    | 41         |
| 5        | Max Verstappen     | Red Bull-Honda        | 1:18,035  | +0,751    | 30         |
| 6        | Romain Grosjean    | Haas-Ferrari          | 1:18,153  | +0,869    | 42         |
| 7        | Pierre Gasly       | Red Bull-Honda        | 1:18,238  | +0,954    | 34         |
| 8        | Kevin Magnussen    | Haas-Ferrari          | 1:18,355  | +1,071    | 40         |
| 9        | Carlos Sainz Jr.   | McLaren-Renault       | 1:18,658  | +1,374    | 45         |
| 10       | Danyiil Kvjat      | Toro Rosso-Honda      | 1:18,722  | +1,438    | 40         |
| 11       | Kimi Räikkönen     | Alfa Romeo-Ferrari    | 1:18,727  | +1,443    | 30         |
| 12       | Alexander Albon    | Toro Rosso-Honda      | 1:18,779  | +1,495    | 44         |
| 13       | Lance Stroll       | Racing Point-Mercedes | 1:18,839  | +1,555    | 33         |
| 14       | Nico Hülkenberg    | Renault               | 1:18,861  | +1,577    | 43         |
| 15       | Daniel Ricciardo   | Renault               | 1:18,934  | +1,650    | 40         |
| 16       | Lando Norris       | McLaren-Renault       | 1:19,041  | +1,757    | 43         |
| 17       | Antonio Giovinazzi | Alfa Romeo-Ferrari    | 1:19,427  | +2,143    | 37         |
| 18       | Sergio Pérez       | Racing Point-Mercedes | 1:19,448  | +2,164    | 40         |
| 19       | George Russell     | Williams-Mercedes     | 1:20,191  | +2,907    | 38         |
| 20       | Robert Kubica      | Williams-Mercedes     | 1:20,781  | +3,497    | 23         |

### Harmadik szabadedzés
A spanyol nagydíj harmadik szabadedzését május 11-én, szombaton délelőtt tartották, magyar idő szerint 12:00-tól.
| helyezés | versenyző          | csapat/motor          | elért idő | különbség | futott kör |
| -------- | ------------------ | --------------------- | --------- | --------- | ---------- |
| 1        | Lewis Hamilton     | Mercedes              | 1:16,568  | -         | 14         |
| 2        | Charles Leclerc    | Ferrari               | 1:17,099  | +0,531    | 16         |
| 3        | Valtteri Bottas    | Mercedes              | 1:17,123  | +0,555    | 9          |
| 4        | Sebastian Vettel   | Ferrari               | 1:17,172  | +0,604    | 15         |
| 5        | Romain Grosjean    | Haas-Ferrari          | 1:17,192  | +0,624    | 15         |
| 6        | Kevin Magnussen    | Haas-Ferrari          | 1:17,530  | +0,962    | 15         |
| 7        | Max Verstappen     | Red Bull-Honda        | 1:17,558  | +0,990    | 12         |
| 8        | Alexander Albon    | Toro Rosso-Honda      | 1:17,864  | +1,296    | 16         |
| 9        | Kimi Räikkönen     | Alfa Romeo-Ferrari    | 1:17,969  | +1,401    | 17         |
| 10       | Carlos Sainz Jr.   | McLaren-Renault       | 1:18,003  | +1,435    | 17         |
| 11       | Danyiil Kvjat      | Toro Rosso-Honda      | 1:18,105  | +1,537    | 17         |
| 12       | Nico Hülkenberg    | Renault               | 1:18,350  | +1,782    | 17         |
| 13       | Sergio Pérez       | Racing Point-Mercedes | 1:18,656  | +2,088    | 12         |
| 14       | Pierre Gasly       | Red Bull-Honda        | 1:18,693  | +2,125    | 12         |
| 15       | Lance Stroll       | Racing Point-Mercedes | 1:18,734  | +2,166    | 16         |
| 16       | Antonio Giovinazzi | Alfa Romeo-Ferrari    | 1:18,740  | +2,172    | 14         |
| 17       | Daniel Ricciardo   | Renault               | 1:18,974  | +2,406    | 14         |
| 18       | Lando Norris       | McLaren-Renault       | 1:19,007  | +2,439    | 14         |
| 19       | George Russell     | Williams-Mercedes     | 1:19,421  | +2,853    | 16         |
| 20       | Robert Kubica      | Williams-Mercedes     | 1:20,570  | +4,002    | 18         |

## Időmérő edzés
A spanyol nagydíj időmérő edzését május 11-én, szombaton futották, magyar idő szerint 15:00-tól.
| helyezés              | rajtszám | versenyző          | csapat/motor          | 1. rész  | 2. rész  | 3. rész  | rajthely   | futott kör |
| --------------------- | -------- | ------------------ | --------------------- | -------- | -------- | -------- | ---------- | ---------- |
| 1                     | 77       | Valtteri Bottas    | Mercedes              | 1:16,979 | 1:15,924 | 1:15,406 | 1          | 18         |
| 2                     | 44       | Lewis Hamilton     | Mercedes              | 1:17,292 | 1:16,038 | 1:16,040 | 2          | 17         |
| 3                     | 5        | Sebastian Vettel   | Ferrari               | 1:17,425 | 1:16,667 | 1:16,272 | 3          | 18         |
| 4                     | 33       | Max Verstappen     | Red Bull-Honda        | 1:17,244 | 1:16,726 | 1:16,357 | 4          | 12         |
| 5                     | 16       | Charles Leclerc    | Ferrari               | 1:17,388 | 1:16,714 | 1:16,588 | 5          | 19         |
| 6                     | 10       | Pierre Gasly       | Red Bull-Honda        | 1:17,862 | 1:16,932 | 1:16,708 | 6          | 17         |
| 7                     | 8        | Romain Grosjean    | Haas-Ferrari          | 1:18,042 | 1:17,066 | 1:16,911 | 7          | 16         |
| 8                     | 20       | Kevin Magnussen    | Haas-Ferrari          | 1:17,669 | 1:17,272 | 1:16,922 | 8          | 15         |
| 9                     | 26       | Danyiil Kvjat      | Toro Rosso-Honda      | 1:17,914 | 1:17,243 | 1:17,573 | 9          | 20         |
| 10                    | 3        | Daniel Ricciardo   | Renault               | 1:18,385 | 1:17,299 | 1:18,106 | 13[1]      | 19         |
| 11                    | 4        | Lando Norris       | McLaren-Renault       | 1:17,611 | 1:17,338 |          | 10         | 14         |
| 12                    | 23       | Alexander Albon    | Toro Rosso-Honda      | 1:17,796 | 1:17,445 |          | 11         | 14         |
| 13                    | 55       | Carlos Sainz Jr.   | McLaren-Renault       | 1:17,760 | 1:17,599 |          | 12         | 12         |
| 14                    | 7        | Kimi Räikkönen     | Alfa Romeo-Ferrari    | 1:18,132 | 1:17,788 |          | 14         | 14         |
| 15                    | 11       | Sergio Pérez       | Racing Point-Mercedes | 1:18,286 | 1:17,886 |          | 15         | 12         |
| 16                    | 27       | Nico Hülkenberg    | Renault               | 1:18,404 |          |          | boxutca[2] | 7          |
| 17                    | 18       | Lance Stroll       | Racing Point-Mercedes | 1:18,471 |          |          | 16         | 9          |
| 18                    | 99       | Antonio Giovinazzi | Alfa Romeo-Ferrari    | 1:18,664 |          |          | 18[3]      | 8          |
| 19                    | 63       | George Russell     | Williams-Mercedes     | 1:19,072 |          |          | 19[4]      | 8          |
| 20                    | 88       | Robert Kubica      | Williams-Mercedes     | 1:20,254 |          |          | 17         | 9          |
| 107%-os idő: 1:22,367 |          |                    |                       |          |          |          |            |            |

Megjegyzés:
- ↑ 1:  — Daniel Ricciardo 3 rajthelyes büntetést kapott erre a futamra az előző nagydíjon okozott ütközéséért.[3]
- ↑ 2:  — Nico Hülkenberg autójára az időmérő edzésen új specifikációjú első vezetőszárnyat szereltek, ezzel megsértették a parc fermé szabályait, emiatt csak a boxutcából rajtolhatott.[4]
- ↑ 3:  — Antonio Giovinazzi autójában sebességváltót cseréltek, ezért 5 rajthelyes büntetést kapott.[5]
- ↑ 4:  — George Russell autójában sebességváltót cseréltek, ezért 5 rajthelyes büntetést kapott.[6]

## Futam
A spanyol nagydíj futama május 12-én, vasárnap rajtolt, magyar idő szerint 15:10-kor.
| helyezés | rajtszám | versenyző          | csapat/motor          | futott kör | idő/kiesés oka | rajthely | Abroncs | pont  |
| -------- | -------- | ------------------ | --------------------- | ---------- | -------------- | -------- | ------- | ----- |
| 1        | 44       | Lewis Hamilton     | Mercedes              | 66         | 1:35:50,443    | 2        |         | 26[5] |
| 2        | 77       | Valtteri Bottas    | Mercedes              | 66         | +4,074         | 1        |         | 18    |
| 3        | 33       | Max Verstappen     | Red Bull-Honda        | 66         | +7,679         | 4        |         | 15    |
| 4        | 5        | Sebastian Vettel   | Ferrari               | 66         | +9,167         | 3        |         | 12    |
| 5        | 16       | Charles Leclerc    | Ferrari               | 66         | +13,361        | 5        |         | 10    |
| 6        | 10       | Pierre Gasly       | Red Bull-Honda        | 66         | +19,576        | 6        |         | 8     |
| 7        | 20       | Kevin Magnussen    | Haas-Ferrari          | 66         | +28,159        | 8        |         | 6     |
| 8        | 55       | Carlos Sainz Jr.   | McLaren-Renault       | 66         | +32,342        | 12       |         | 4     |
| 9        | 26       | Danyiil Kvjat      | Toro Rosso-Honda      | 66         | +33,056        | 9        |         | 2     |
| 10       | 8        | Romain Grosjean    | Haas-Ferrari          | 66         | +34,641        | 7        |         | 1     |
| 11       | 23       | Alexander Albon    | Toro Rosso-Honda      | 66         | +35,445        | 11       |         |       |
| 12       | 3        | Daniel Ricciardo   | Renault               | 66         | +36,758        | 13       |         |       |
| 13       | 27       | Nico Hülkenberg    | Renault               | 66         | +39,241        | boxutca  |         |       |
| 14       | 7        | Kimi Räikkönen     | Alfa Romeo-Ferrari    | 66         | +41,803        | 14       |         |       |
| 15       | 11       | Sergio Pérez       | Racing Point-Mercedes | 66         | +46,877        | 15       |         |       |
| 16       | 99       | Antonio Giovinazzi | Alfa Romeo-Ferrari    | 66         | +47,691        | 18       |         |       |
| 17       | 63       | George Russell     | Williams-Mercedes     | 65         | +1 kör         | 19       |         |       |
| 18       | 88       | Robert Kubica      | Williams-Mercedes     | 65         | +1 kör         | 17       |         |       |
| ki       | 18       | Lance Stroll       | Racing Point-Mercedes | 44         | baleset        | 16       |         |       |
| ki       | 4        | Lando Norris       | McLaren-Renault       | 44         | baleset        | 10       |         |       |

Megjegyzés:
- ↑ 5:  — Lewis Hamilton a helyezéséért járó pontok mellett a versenyben futott leggyorsabb körért további 1 pontot szerzett.

## A világbajnokság állása a verseny után
| H   | Versenyzők       | Pont | H   | Konstruktőrök             | Pont |
| --- | ---------------- | ---- | --- | ------------------------- | ---- |
| 1.  | Lewis Hamilton   | 112  | 1.  | Mercedes                  | 217  |
| 2.  | Valtteri Bottas  | 105  | 2.  | Ferrari                   | 121  |
| 3.  | Max Verstappen   | 66   | 3.  | Red Bull-Honda            | 87   |
| 4.  | Sebastian Vettel | 64   | 4.  | McLaren-Renault           | 22   |
| 5.  | Charles Leclerc  | 57   | 5.  | Racing Point-BWT Mercedes | 17   |
| 6.  | Pierre Gasly     | 21   | 6.  | Haas-Ferrari              | 15   |
| 7.  | Kevin Magnussen  | 14   | 7.  | Alfa Romeo-Ferrari        | 13   |
| 8.  | Sergio Pérez     | 13   | 8.  | Renault                   | 12   |
| 9.  | Kimi Räikkönen   | 13   | 9.  | Toro Rosso-Honda          | 6    |
| 10. | Lando Norris     | 12   | 10. | Williams-Mercedes         | 0    |

(A teljes táblázat)

## Statisztikák
- Vezető helyen:
  - Lewis Hamilton: 66 kör (1-66)
- Valtteri Bottas 9. pole-pozíciója.
- Lewis Hamilton 76. futamgyőzelme és 42. versenyben futott leggyorsabb köre.
- A Mercedes 92. futamgyőzelme.
- Lewis Hamilton 139., Valtteri Bottas 35., Max Verstappen 24. dobogós helyezése.